# Svartkronad häger
Svartkronad häger (Pilherodius pileatus) är en fågel i familjen hägrar. Den förekommer huvudsakligen i norra Sydamerika, från östra Panama till Brasilien och Paraguay. Till utseendet påminner den om de ej närbesläktade natthägrarna. IUCN listar beståndet som livskraftigt.

## Utseende och läten
Svartkronad häger är en satt, 57 cm lång häger med relativt korta ben. Fjäderdräkten är mestadels vitaktig med mörk hjässa (huvudsakligen svart, men grå i pannan) och två till fyra långa nackplymer. I ansiktet är den blå på näbbasen, tygeln och i en bar fläck kring ögat, mer färgglatt under häckningstid då den även blir mer beigefärgad på hals och undersida. Benen är grå. I flykten är den lik en natthäger med kraftigt böjda vingar och tung kropp. Spellätet består av en serie mörka, mjuka och tvåstaviga toner som i engelsk litteratur återges som "wa-huu wa-huu, wa huu, wa huu...".

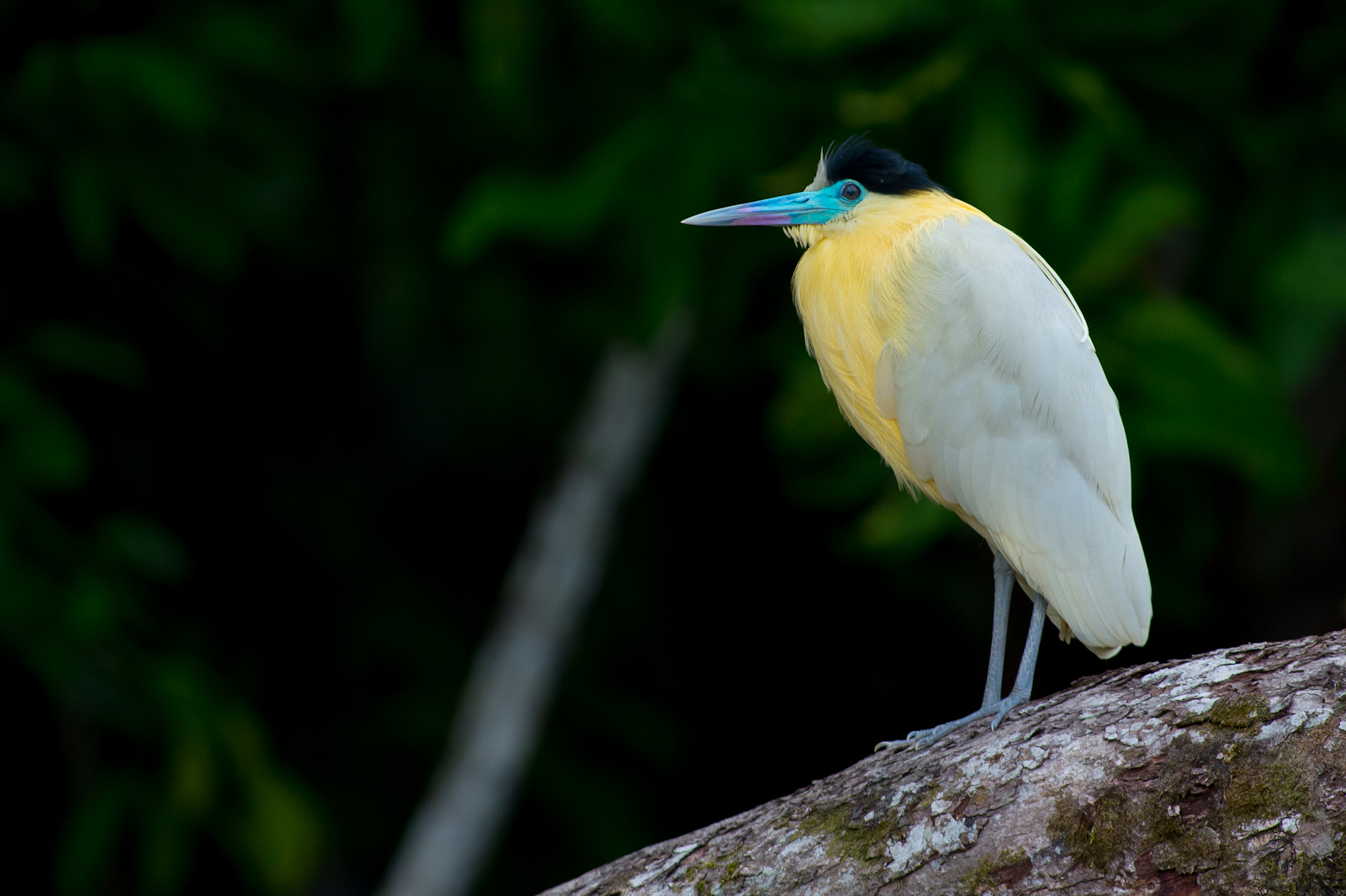

## Utbredning och systematik
Svartkronad häger placeras som enda art i släktet Pilherodius. Den förekommer i låglänta områden från östra Panama till Guyanaregionen, Brasilien och norra Paraguay. Den behandlas som monotypisk, det vill säga att den inte delas in i några underarter.

## Levnadssätt
Fågeln hittas utmed floder och i sötvattensvåtmarker. Den ses enstaka, är relativt skygg och kan under födosökandet stå helt still under långa perioder.

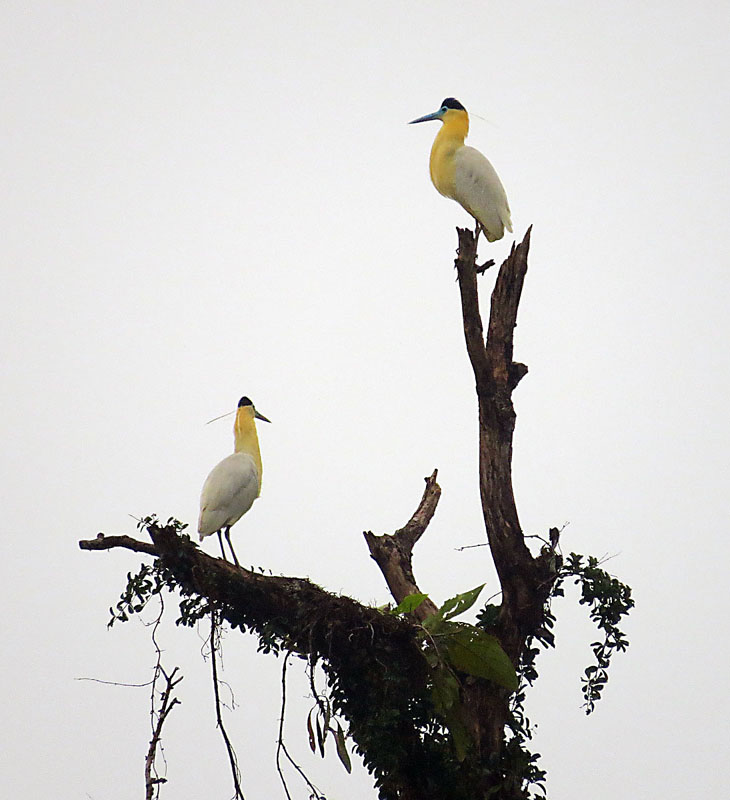

Födan består av småfisk (mindre än fem cm), vattenlevande insekter och deras larver, grodor och grodyngel. Dess häckningsbeteende är mycket dåligt känt. I Venezuela har fåglar i häckningstillstånd hittats i början av mars. Ett bo av kvistar placeras lågt i träd.

## Status
Artens population har inte uppskattats och dess populationstrend är oklar, men utbredningsområdet är relativt stort. Internationella naturvårdsunionen IUCN anser inte att den är hotad och placerar den därför i kategorin livskraftig.

## Namn
Fågelns vetenskapliga artnamn pileatus betyder "med hätta" och släktesnamnet Pilherodius "häger med hätta".